# Significato

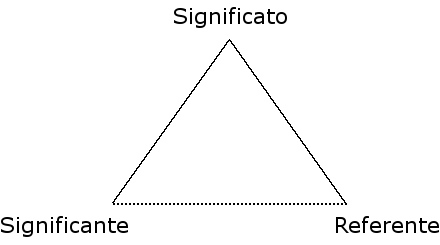
Il triangolo semiotico

Il significato è un concetto espresso mediante segni che possono essere grafici, verbali-orali, o mediante cenni e gesti. Il significato permette di capire o esprimere il senso, il valore o il contenuto del segno. Secondo il linguista ginevrino Ferdinand de Saussure, il segno linguistico è costituito dall'unione di un significato (un concetto, cioè la nozione mentale che abbiamo di un determinato oggetto) con un significante (cioè una forma sonora, o un'immagine uditiva).

## Descrizione
In semantica (la disciplina che studia i rapporti tra segni e oggetti), secondo il classico modello a tre elementi, il significato è la nozione o immagine mentale generica che possediamo di un oggetto, la quale media tra la parola e la cosa. Ad es. il concetto di albero ci dà modo di riconoscerlo sia che si tratti di una quercia sia di un melo. Il significato è indicato graficamente o foneticamente dal significante, mentre l’albero reale al di fuori della sfera linguistica è detto referente.
Va notato che mentre significato e significante sono sempre presenti, il referente può mancare o cessare di esistere (es. nelle parole “Napoleone” o “unicorno”).
In semiotica, il significato è uno dei vertici del triangolo semiotico postulato da Charles Peirce, come mostrato nella figura accanto.
Per quanto riguarda la porzione di realtà indicata, si distingue in genere tra:
- denotazione, ovvero ciò che una parola indica in quanto tale (uomo, e il suo significato di animale razionale);
- riferimento, ovvero ciò che una parola indica in una frase determinata (quell'uomo è alto).